# 全氟癸酸
全氟癸酸（英語：Perfluorodecanoic acid，缩写PFDA）是一种全氟羧酸表面活性剂，工业上常用于湿润剂和阻燃劑。和其它含氟表面活性剂类似，PFDA的使用也引发了健康问题，限制了其使用。
PFDA也可以作为研究过氧化物酶体增殖的化学探针。